# Santa Rosa, Nueva Ecija
Santa Rosa là một đô thị hạng 2 ở tỉnh Nueva Ecija, Philippines. Theo điều tra dân số năm 2007, đô thị này có dân số 58.762 người trong 10.281 hộ.

## Barangay
Santa Rosa được chia thành 33 barangay.
| - Cojuangco (Pob.) - La Fuente - Liwayway - Malacañang - Maliolio - Mapalad - Rizal (Pob.) - Rajal Centro - Rajal Norte - Rajal Sur - San Gregorio | - San Mariano - San Pedro - Santo Rosario - Soledad - Valenzuela (Pob.) - Zamora (Pob.) - Aguinaldo - Berang - Burgos - Del Pilar - Gomez | - Inspector - Isla - Lourdes - Luna - Mabini - San Isidro - San Josep - Santa Teresita - Sapsap - Tagpos - Tramo |